# Hamiltonara
× Hamiltonara, (abreviado Hmtn) en el comercio, es un híbrido intergenérico entre los géneros de orquídeas Ada x Brassia × Cochlioda × Odontoglossum. Fue publicado en Orchid Rev. 102(1200): 316 (1994).